# Dungeons 2
Dungeons 2 è un videogioco di strategia sviluppato da Realmforge Studios e pubblicato da Kalypso Media, distribuito nei negozi e su Steam dal 24 aprile 2015. È il seguito di Dungeons.

## Trama
La storia si svolge attorno alle gesta del Male Definitivo che, in collera con gli eroi del Mondo esterno che infastidiscono i suoi tirapiedi e rubano il suo oro, guida un potente esercito in superficie. Una volta conquistato il castello con semplicità, il Male cade in un'imboscata degli eroi che lo sconfiggono ed esiliano il suo spirito.
Dopo alcuni decenni, lo spirito del male si risveglia come una versione incorporea di sé e con l'aiuto di alcuni fedeli tirapiedi prova a ricostruire il proprio impero. Durante la sua crociata contro gli eroi, il Male guadagna diversi alleati e incontra un'altra fazione che lotta contro gli eroi: i demoni, guidati dal Male Caotico (un altro aspetto incorporeo del Male Definitivo stesso).
Nell'espansione A Game of Winter, il giocatore controlla il Male Corrotto e i Non Morti, scoprendo che Malakay ha orchestrato la caduta del Male Definitivo e la suddivisione di quest'ultimo in tre entità separate.

## Modalità di gioco
Dungeons 2 è un omaggio più diretto a Dungeon Keeper rispetto al suo predecessore. Il giocatore assume il ruolo del Male Definitivo, che è ora uno spirito dopo essere stato sconfitto dagli eroi del Mondo esterno. Il giocatore deve controllare i tirapiedi con la Mano del Terrore. I tirapiedi devono essere evocati e possono essere migliorati e allenati per essere più potenti. Il giocatore deve soddisfare le richieste dei tirapiedi per far sì che lavorino e siano felici.
Il giocatore deve costruire il dungeon facendo scavare la roccia ai Mocciolosi e adibire le aree vuote a zone specifiche del dungeon. Alcune risorse, come l'oro e il mana, sono nascosti nei blocchi di roccia, mentre alcuni muri non possono essere scavati.
A differenza di Dungeons il Mondo esterno può essere raggiunto da una qualsiasi uscita del dungeon, anche quelle utilizzate dagli eroi del Bene per attaccare il dungeon del giocatore. Una volta che i tirapiedi sono nel Mondo esterno, il gioco diventa uno strategico in tempo reale, permettendo al giocatore di comandare i tirapiedi mentre attaccano il nemico.
Durante il gioco è presente un narratore onnipresente (Gianni Quillico in italiano, Kevan Brighting in originale) che descrive costantemente le azioni del Male Definitivo o le sue mancanze, utilizzando frasi sarcastiche per spingere il giocatore sul percorso giusto. Il gioco è ricco di citazioni a videogiochi come Dungeon Keeper, Warcraft, e serie fantasy, tra cui Il Signore degli Anelli e Il Trono di Spade.

## Sequel
Dungeons 3 è il seguito del gioco, pubblicato il 13 ottobre 2017.